# Эйельсон, Карл

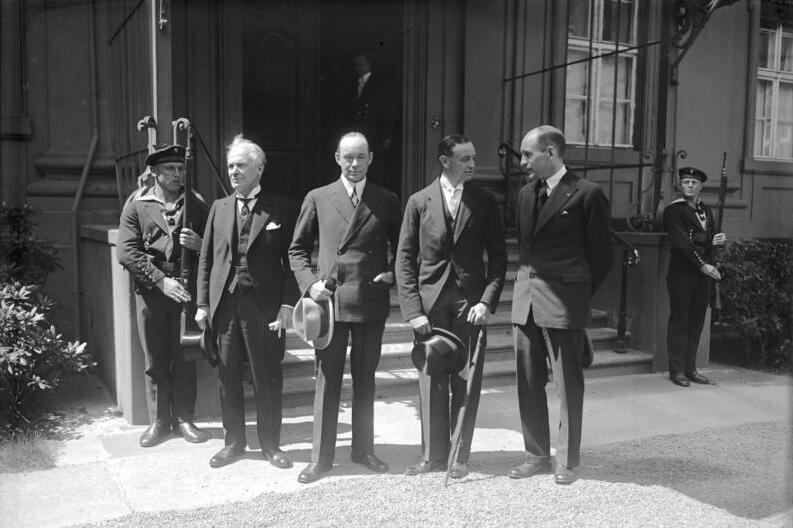
Карл Бен Эйльсен и Джодрж Уилкинс на встрече с Паулем фон Гинденбургом, 1928 год.

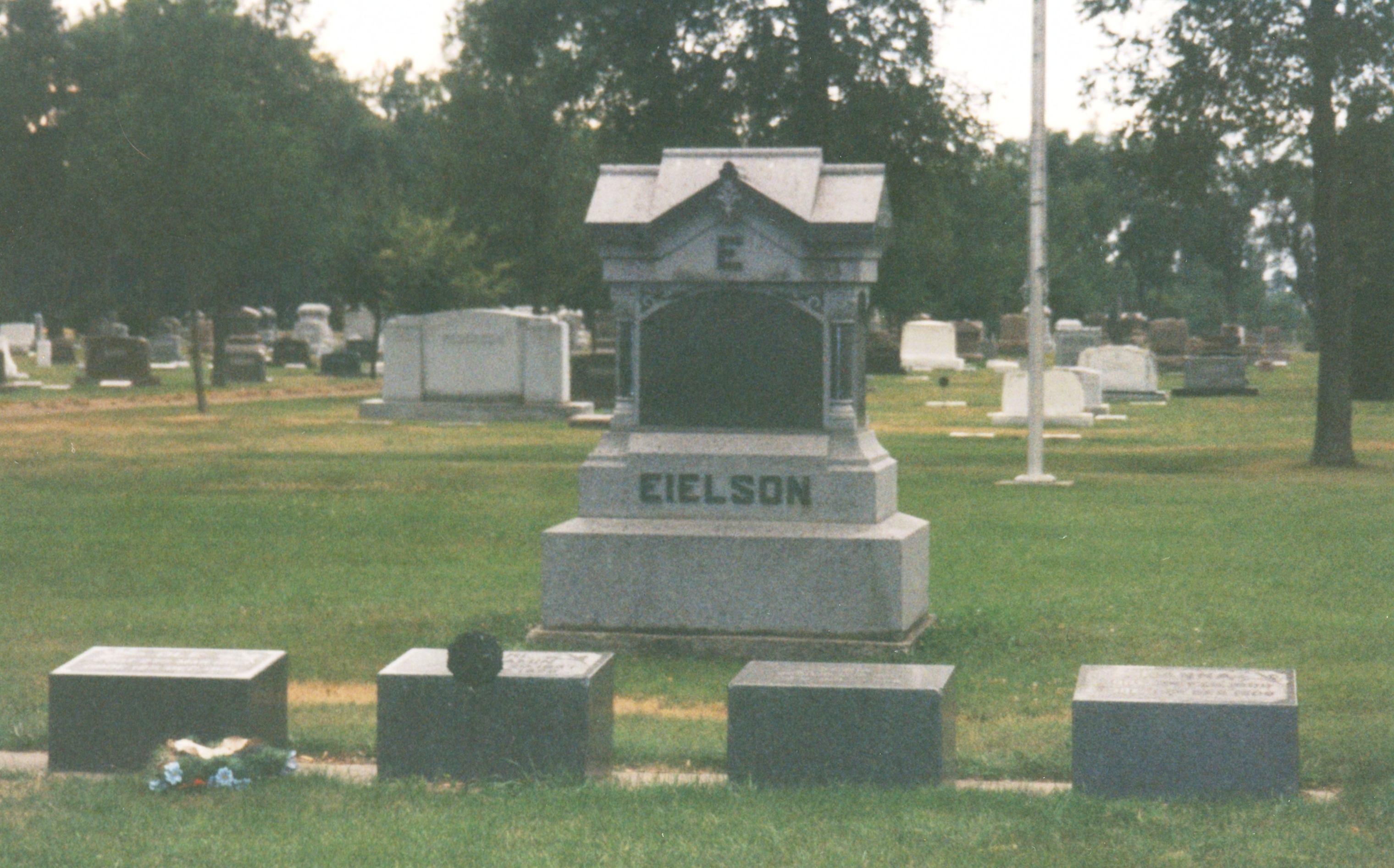
Могила Эйльсена в Хаттоне, Северная Дакота.

Карл Бен Эйельсон (Эйлсон) (англ. Carl Ben Eielson, 1897—1929) — американский полярный лётчик и исследователь.

## Биография
Родился в Хаттоне, Северная Дакота, в семье норвежских иммигрантов. Его интерес к авиации проявился ещё в детстве. После вступления США в Первую мировую войну получил шанс стать военным лётчиком. Научился управлять самолётом в ВВС США и в январе 1918 года был зачислен в новообразованный корпус связи ВВС. Первая мировая война закончилась ещё тогда, когда Эйельсон проходил лётную подготовку. Окончание войны снизило потребность США в военных лётчиках, но Эйельсон, не желая расставаться с полётами, вместе с друзьями организовал в Хаттоне лётный клуб.
После войны он поступил в Джорджтаунскую школу права (ныне — Джорджтаунский университет) в Вашингтоне, работал в режиме неполного рабочего дня офицером полиции в Капитолии, где встретился с Дэниэлем Сазерлендом, делегатом Конгресса от территории Аляска, который позвал его с собой на Аляску, чтобы преподавать там в средней школе.

## Карьера
В 1921 году он совершил первый авиапочтовый рейс на Аляске от Фэрбанкса до МакГрата за 4 часа, тогда как упряжки с ездовыми собаками проделывали это расстояние за 20 дней. Кроме того, он совершил первый авиапочтовый рейс из Атланты в Джэксонвилл (Флорида) в 1926 году.
Большую известность Эйельсон получил как лётчик, управлявший первым самолётом, перелетевшим Северный Ледовитый океан, с австралийским исследователем Хьюбертом Уилкинсом на борту в апреле 1928 года. Полёт из Барроу до Шпицбергена на расстояние 3540 км (2200 миль) занял 20 часов. Главной целью полёта было установить, существуют ли в действительности какие-либо острова между Аляской и Северным полюсом. Летом 1928—1929 годов Эйельсон и Уилкинс проводили воздушное исследование Антарктики, открыв несколько неизвестных островов.
После возвращения из арктического полёта Эйельсону было предложено возглавить авиалинии Аляски, дочернее предприятие Авиационной корпорации Америки. 
Эйельсон погиб вместе со своим механиком графом Эрлом Борландом в авиакатастрофе (координаты места гибели 68°12'00.0"N 177°12'00.0"W) 9 ноября 1929 года на Чукотке во время полета для вывоза людей и груза пушнины с «Нанука» — грузового судна, оказавшегося в ледяном плену у Норд-Каппа (ныне — Мыс Отто Шмидта).

## Память
В память Эйельсона и его спутника Борланда коса, вытянутая вдоль побережья Чукотского полуострова была названа Косой двух пилотов. 
Авиабаза Эйлсон и грузовое судно класса Либерти SS Carl B. Eielson названы в его честь, как и наблюдательный пост в национальном парке Денали. Здание кампуса Университета Аляски в Фэрбанксе также названо его именем, как и пик в Западно-Центральном Аляскинском Хребте, начальная школа на авиабазе Гранд-Форкс в Северной Дакоте, старшая на базе Эйельсон и средняя в Фарго (Северная Дакота).
При жизни получил премии Roughrider Award и Harmon Trophy. В 1985 году введён в Национальный Авиационный Зал Славы в Дейтоне, Огайо.